# 武洛溪
武洛溪，位於台灣南部，為高屏溪的支流，流域分佈於屏東縣西北部地區，包括屏東市西北部、九如鄉全境、鹽埔鄉西部、里港鄉南部及高樹鄉西南端。
武洛溪水源來自隘寮溪沖積扇末端的伏流，主流源頭位於鹽埔鄉仕絨村與高樹鄉新南村交界處，向西流入里港鄉境，至武洛轉向南流，沿九如鄉、鹽埔鄉交界至東寧，轉向西南流入九如鄉境，經下冷坑、玉水、於屏東市台糖六塊厝農場西側注入高屏溪。

## 歷史

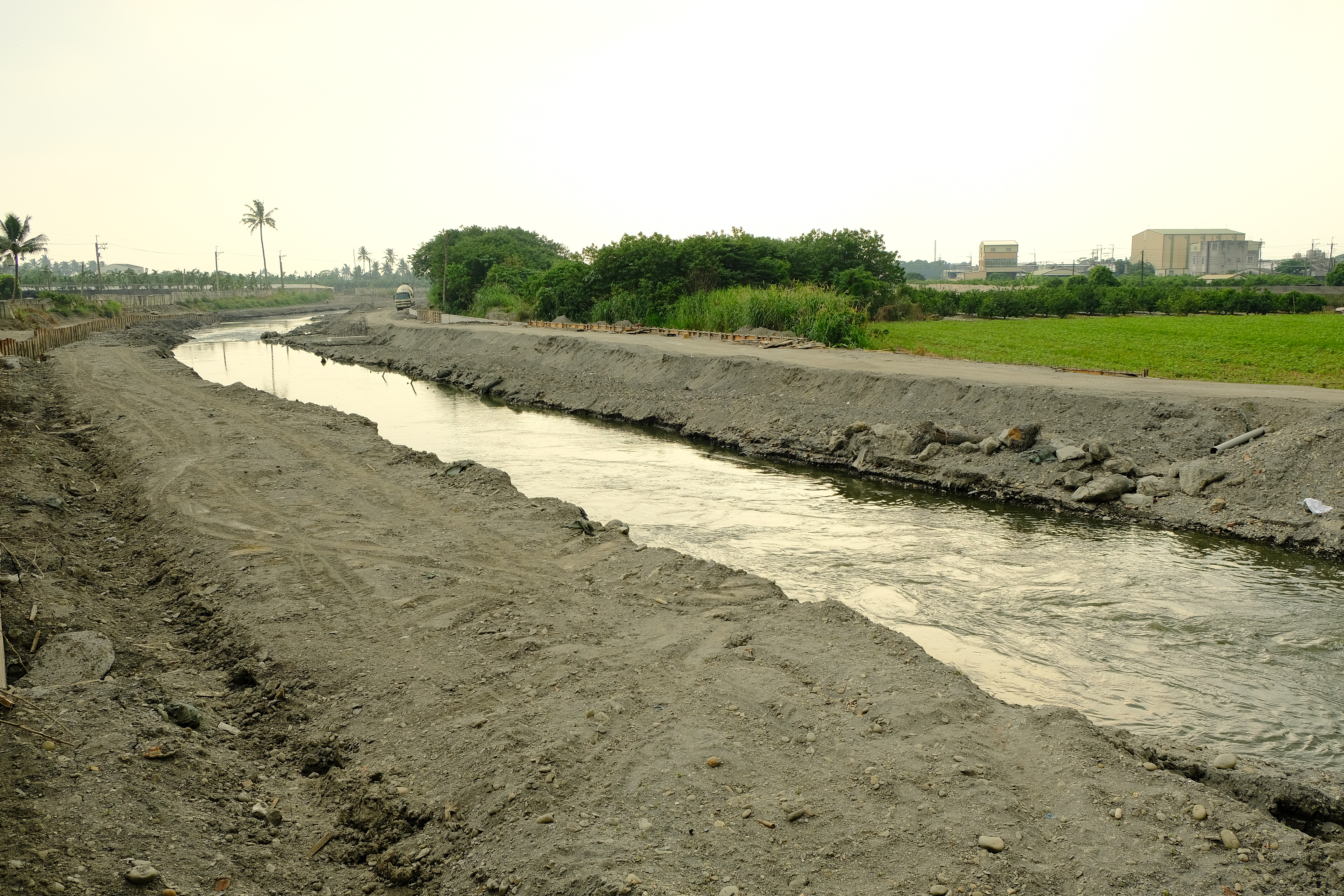
2018武洛溪鹽埔段整治中

武洛溪舊稱巴轆溪或巴六溪，清朝時期的規模比現在大很多。其上游為發源中央山脈的口社溪，另一部分支流則為隘寮溪在屏東平原上眾多分流中最北的幾條。日治時期，昭和十三年（1938年）修築完成隘寮溪南岸長堤，導引溪水向西北流而匯入荖濃溪，隨後又築堤截斷隘寮溪南岸眾分流。自此口社溪變成隘寮溪的支流；而武洛溪則因上游被奪而成為斷頭河，新的河長及流域面積皆因此而大幅縮減。而流域縮小後的河埔新生地被開闢為成為常盤移民村。

## 武洛溪水系主要河川
- 武洛溪：屏東縣屏東市、九如鄉、鹽埔鄉、里港鄉、高樹鄉
  - 萬年溪：屏東縣九如鄉、屏東市